# Бревенвил
Бревенвил (фр. Brévainville) насеље је и општина у централној Француској у региону Центар (регион), у департману Лоар и Шер која припада префектури Вандом.
По подацима из 2011. године у општини је живело 171 становника, а густина насељености је износила 10,58 становника/km². Општина се простире на површини од 16,16 km². Налази се на средњој надморској висини од 134 метара (максималној 144 m, а минималној 88 m).

## Демографија
| 1962. | 1968. | 1975. | 1982. | 1990. | 1999. | 2011. |
| ----- | ----- | ----- | ----- | ----- | ----- | ----- |
| 213   | 256   | 247   | 206   | 188   | 163   | 171   |

График промене броја становника у току последњих година